# Пряхин, Сергей Васильевич
Серге́й Васи́льевич Пря́хин (род. 7 декабря 1963, Москва) — советский и российский хоккеист, тренер, журналист. Мастер спорта СССР международного класса.

## Биография
В 1973 стал заниматься хоккеем в команде «Торпедо» (Москва), в 1975 перешёл в хоккейную школу «Крыльев Советов». В 1979 году был зачислен в состав команды мастеров «Крылышек», где играл по 1989. С 1984 по 1989 — капитан команды. В чемпионатах СССР — 323 матча, 92 шайбы.
В 1981 стал чемпионом Европы среди юниоров, в 1983 — чемпионом мира среди молодёжных команд.
В 1989 стал первым советским игроком, которому официально руководство Госкомспорта СССР разрешило выступать в НХЛ. В Северной Америке к этому отнеслись с удивлением. Газета «Нью-Йорк Таймс» в марте 1989 года вышла с заголовком: «NHL Team Signs First Soviet Player, And He’s a Surprise». В этой же статье упомянуты слова Клиффа Флетчера, президента и генерального менеджера клуба «Калгари Флэймз», выбравшего Пряхина на драфте: «Сергей — первопроходец. Они направляют его сюда на проверку, посмотреть как пойдёт процесс. Честно говоря, я думаю, что его присутствие здесь увеличивает шансы „Дэвилз“ получить Фетисова на следующий сезон». По контракту Пряхину выплачивалось $125 тыс. за год. Также по контракту полагались $150 тыс. премиальных, которые однако могли быть выплачены только Федерации хоккея СССР. Позже Пряхин уточнял, что всех этих денег он практически не получал.
Пряхин попал в команду за две игры до конца регулярного чемпионата. Он дебютировал 31 марта 1989 года в матче против «Виннипега», выигранного 4:1, и провёл на площадке 14 минут. Болельщики встретили появление Пряхина на льду аплодисментами. В плей-офф вместе с командой дошёл до финала, где завоевал Кубок Стэнли в борьбе против «Монреаль Канадиенс». Пряхин в тех матчах участия не принимал, и поэтому его имени нет на Кубке, однако руководство «Калгари» включило его в командную фотографию. Кроме того, Пряхин всё же получил перстень чемпиона.
В «Калгари Флэймз» играл до конца сезона 90/91. В чемпионатах НХЛ — 46 матчей, 3 гола, в турнирах Кубка Стэнли — один матч. Вместе с Пряхиным всё это время играл экс-армеец Сергей Макаров, однако в одном звене они так и не играли (Пряхин чаще всего играл в 4-м звене).
В апреле 1990, был вызван в Швейцарию в расположение сборной СССР на чемпионат мира. Сборная завоевала золото, Пряхин провёл на турнире 3 матча.
В 1991 переехал в Швейцарию, где провёл три сезона в клубе ЦСК Лионс. В первый сезон вместе с ним играл Владимир Крутов. По окончании сезона с Пряхиным и Крутовым продлевать контракт не стали. В 1992 году в течение двух месяцев Пряхин играл в МХЛ за «Крылья Советов» (20 игр, 4 гола), после чего его вызвали обратно в Цюрих. В 1994 году получил травму мениска, что вынудило руководство расстаться с игроком.
Спустя некоторое время на Пряхина вышел финский клуб «Эспоо Блюз», где он провёл сезоны с 1994 по 1998. В 1998—1999 годах выступал в японском клубе «Одзи Сейси». В 2000 году, после сезона в «Крыльях Советов», закончил карьеру игрока.
С 2001 по май 2005 года работал тренером команды «Крылья Советов-2», в 2005—2006 — тренер «Крыльев Советов», в 2006—2008 — работал в СДЮШОР «Крылья Советов». C июля 2008 года по июль 2011 года — тренер команды «Крылья Советов-2», в 2011—2014 годах — тренер СДЮШОР «Крылья Советов», с 2013 года — тренер ДЮСШ «Серебряные акулы» (Москва).
Одновременно с тренерской работой занимается журналистикой. Входит в состав редакции газеты «Советский спорт».

## Статистика
| 1981-1982   | Крылья Советов Москва   | СССР        | 43 | 4  | 5  | 9  | 23 | — | — | — | — | — |
| 1982-1983   | Крылья Советов Москва   | СССР        | 35 | 11 | 9  | 20 | 18 | — | — | — | — | — |
| 1983-1984   | Крылья Советов Москва   | СССР        | 44 | 18 | 13 | 31 | 24 | — | — | — | — | — |
| 1984-1985   | Крылья Советов Москва   | СССР        | 32 | 14 | 9  | 23 | 10 | — | — | — | — | — |
| 1985-1986   | Крылья Советов Москва   | СССР        | 39 | 12 | 13 | 25 | 16 | — | — | — | — | — |
| 1986-1987   | Крылья Советов Москва   | СССР        | 40 | 12 | 20 | 32 | 18 | — | — | — | — | — |
| 1987-1988   | Крылья Советов Москва   | СССР        | 44 | 10 | 15 | 25 | 16 | — | — | — | — | — |
| 1988-1989   | Крылья Советов Москва   | СССР        | 44 | 11 | 15 | 26 | 23 | — | — | — | — | — |
| 1988-1989   | Calgary Flames          | NHL         | 2  | 0  | 0  | 0  | 2  | 1 | 0 | 0 | 0 | 0 |
| 1989-1990   | Calgary Flames          | NHL         | 20 | 2  | 2  | 4  | 0  | 2 | 0 | 0 | 0 | 0 |
| 1989-1990   | Salt Lake Golden Eagles | IHL         | 3  | 1  | 0  | 1  | 0  | — | — | — | — | — |
| 1990-1991   | Calgary Flames          | NHL         | 24 | 1  | 6  | 7  | 0  | — | — | — | — | — |
| 1990-1991   | Salt Lake Golden Eagles | IHL         | 18 | 5  | 12 | 17 | 2  | — | — | — | — | — |
| 1991-1992   | Zurich                  | Swiss-A     | 42 | 21 | 25 | 46 | 23 | — | — | — | — | — |
| 1992-1993   | Zurich                  | Swiss-A     | 23 | 12 | 5  | 17 | 12 | 4 | 2 | 1 | 3 | 4 |
| 1992-1993   | Крылья Советов Москва   | Россия      | 20 | 4  | 4  | 8  | 10 | — | — | — | — | — |
| 1993-1994   | Zurich                  | Swiss-A     | 29 | 19 | 15 | 34 | 20 | — | — | — | — | — |
| 1994-1995   | Kiekko-Espoo            | SM-liiga    | 50 | 13 | 20 | 33 | 49 | 4 | 1 | 4 | 5 | 0 |
| 1995-1996   | Kiekko-Espoo            | SM-liiga    | 49 | 9  | 24 | 33 | 53 | — | — | — | — | — |
| 1996-1997   | Kiekko-Espoo            | SM-liiga    | 50 | 15 | 25 | 40 | 53 | 4 | 0 | 0 | 0 | 2 |
| 1997-1998   | Kiekko-Espoo            | SM-liiga    | 46 | 11 | 24 | 35 | 24 | 8 | 3 | 3 | 6 | 0 |
| 1998-1999   | OJI                     | Japan       | 19 | 6  | 10 | 16 | 0  | — | — | — | — | — |
| Всего в НХЛ | Всего в НХЛ             | Всего в НХЛ | 46 | 3  | 8  | 11 | 2  | 3 | 0 | 0 | 0 | 0 |

## Достижения
- Чемпион мира 1990, второй призёр ЧМ 1987 (11 матчей).
- Обладатель Кубка Стенли 1989.
- Финалист розыгрыша Кубка Канады 1987 (9 матчей).
- Третий призёр чемпионата СССР 1989, чемпионата России 1993.

## Семья
Жена Лариса, сын Игорь.